# Horster Mühle (Garbsen)
Die Horster Mühle, auch Windmühle Horst oder Mühle Koopmann, ist eine denkmalgeschützte ehemalige Windmühle in Horst, einem Stadtteil von Garbsen in der Region Hannover in Niedersachsen.
Sie ist die einzige noch erhaltene der ehemals elf Windmühlen im Stadtgebiet von Garbsen.

## Vorgeschichte – Bockwindmühle Horst
Seit 1550 gab es in Horst eine Bockwindmühle.
Im 17. Jahrhundert gehörte sie dem Kloster Marienwerder.
Sie wurde 1689 zur Zwangsmühle für das Amt Ricklingen und 1700 zur Erbzinsmühle.
Die Horster Bockwindmühle wurde 1849 nach Harenberg verkauft, dort 1860 durch eine Holländerwindmühle ergänzt und später abgebrochen.
Sie ist nicht identisch mit der einstigen Bockwindmühle Auf der Horst bei Havelse.

## Geschichte

### Holländerwindmühle

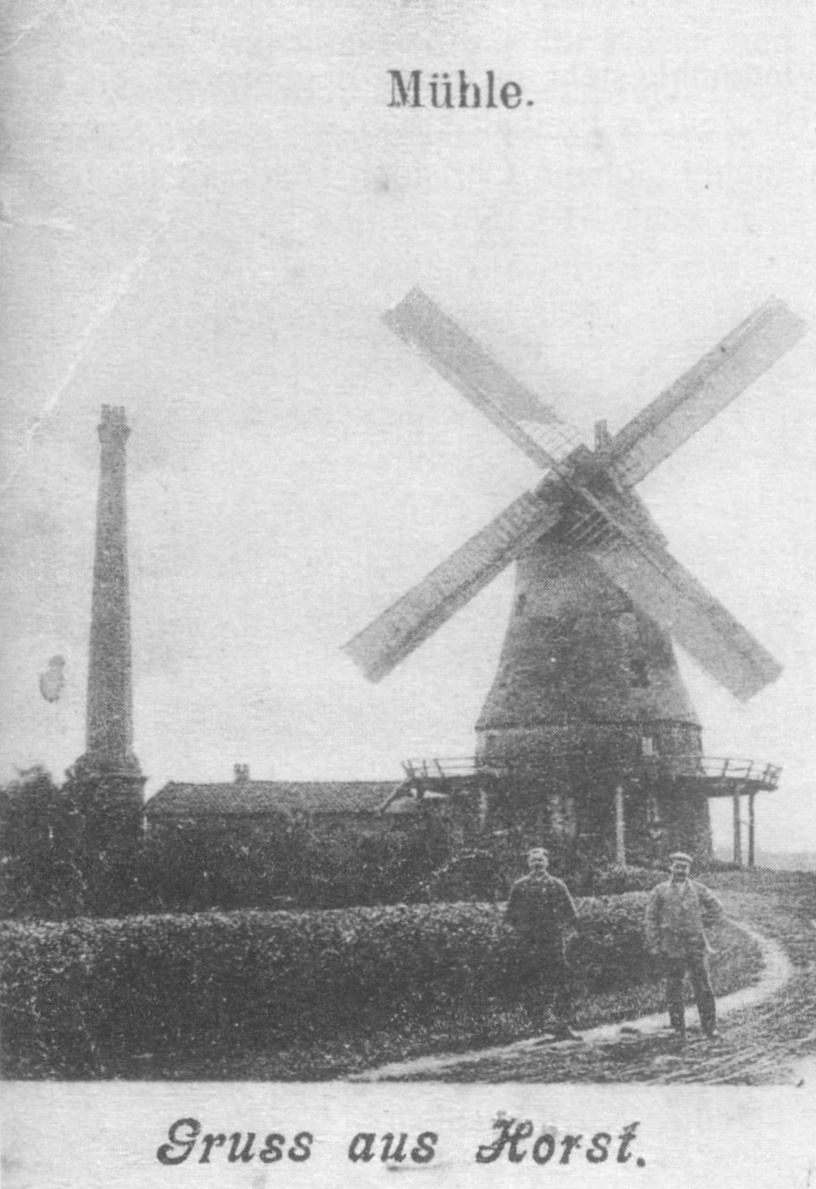
Horster Mühle mit Hilfsdampfmaschine (vor 1903)

Als Ersatz für die verkaufte Bockwindmühle ließ die Müllerfamilie Koopmann im Jahr 1849
oder 1850 den Müller und Mühlenbauer Friedrich Heidemann
auf einer kleinen Anhöhe am südlichen Rand von Horst eine Turmholländerwindmühle mit Galerie bauen.
Auf einen zweigeschossigen Unterbau aus Ziegelmauerwerk wurden die Galerie und der konische, taillierte Überbau aus Ziegeln errichtet.
Die Mühle war ausgestattet mit Segelgatterflügeln, zur Windrichtungsnachführung diente ein Steert.
Im Jahr 1855 wurde die Mühle mit einer von Egestorff in Linden hergestellten Hilfsdampfmaschine ausgerüstet.
Die Windrichtungsnachführung wurde 1890 auf eine Windrose umgerüstet.
Im Jahr 1903 wurden die Segelgatterflügel durch Jalousieklappenflügel ersetzt.

### Motormühle
Die Windmühlentechnik wurde 1923 komplett ausgebaut und die Horster Mühle wurde zu einer Motormühle mit zwei Walzenstühlen und einem Mahlgang.
Die Mühle wurde 1976 stillgelegt.

### Instandsetzung
Die Mühlenkappe war in den 1980er Jahren verfallen.
Die Galerie und die Flügel einschließlich Welle waren abgebaut.
In Inneren der Mühle blieb die auf fünf Stockwerken untergebrachte vollständige Technik der 1923 eingerichteten Motormühle in einem relativ guten Zustand erhalten. Diese umfasst den Elektromotor mit einem zusätzlichen Ersatzmotor, die Transmission mit Antriebswelle, Transmissionswellen und Treibriemen und die  über alle Ebenen durchlaufenden Elevatoren. Dazu der Mahlgang, zwei Walzenstühle, ein Plansichter und Reinigungsmaschinen.
Fenster, Türen und Treppen und auch die Motormühlentechnik wurden instand gesetzt.
Die Mühlenkappe mit der Windrose wurde bis August 2001 erneuert und das Mauerwerk saniert. Dabei wurden Zementfugen entfernt und durch neue Verfugung mit Muschelkalkmörtel ersetzt. Geschädigte Ziegelsteine wurden durch Altziegel eines abgebrochenen Gebäudes ersetzt.
Die Westseite des Mühlenturms ist verputzt.

### Zustand

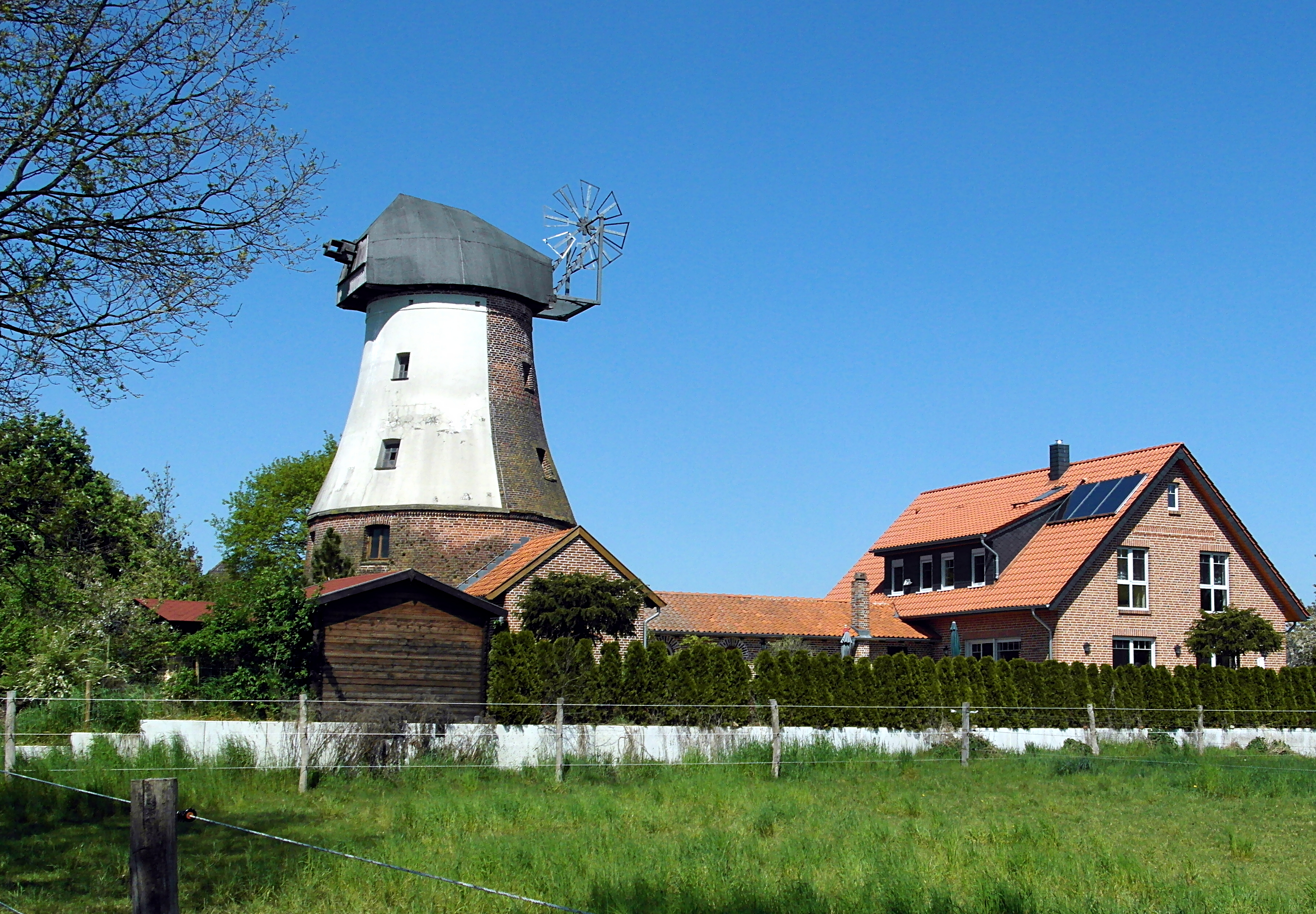
Mühle und Wohngebäude

Seit Januar 2014 dient ein eigens eingerichteter Raum in der Horster Mühle als Alternativangebot zum Trauzimmer im Rathaus von Garbsen.
Dieses wurde in den Jahren vor der Corona-Pandemie zu etwa 15 bis 18 Trauungen jährlich genutzt, danach wurden es etwas weniger.
Im Jahr 2025 darf die Mühle nicht mehr betreten werden, da sie wegen von Holzwürmern befallenen Balken als einsturzgefährdet eingestuft ist.
Die durch die Stadt Garbsen vertretene Denkmalschutzbehörde des Landes Niedersachsen fordert vom Eigentümer der Mühle, den 1923 eingebauten Elektromotor inklusive der damals gebauten Elektrik wieder zum Laufen bringen.
Wegen der geschätzten Kosten von 300.000 bis 500.000 Euro läuft ein Rechtsstreit vor dem Verwaltungsgericht.
Zur Mühle gehören eine 1895 errichtete Längsdurchfahrtsscheune und ein Wohngebäude. Beides sind typische Bauten der Zeit um die Jahrhundertwende in massiver Ziegelbauweise mit Blendgliederungen und Zierfriesen.
Im Jahr 2013 wurde zudem ein neues Wohnhaus errichtet.

## Denkmalschutz
„Die Windmühle in Horst war 1855 eine der ersten, die von einer Hilfsdampfmaschine unterstützt wurden. Die Ausstattung von 1923 zum vollelektrischen Antrieb der Mühle ist noch weitgehend erhalten und instand gesetzt, was sie zu einem herausragenden Dokument für Technikgeschichte macht. Wie die meisten Windmühlen prägt sie das Bild der unmittelbaren Umgebung wesentlich. An ihrer Erhaltung besteht aufgrund des geschichtlichen Zeugnis- und Schauwertes sowie der städtebaulichen Bedeutung ein öffentliches Interesse.“